# بوصير دوكين
بوصير دوكين (باللاتينية: Verbascum decaisneanum) نوع نباتي يتبع جنس البوصير من الفصيلة الغدبية. سمي تكريما لعالم النبات الفرنسي جوزف دوكين (بالفرنسية: Joseph Decaisne)‏.

## الموئل والانتشار
موطنه بلاد الشام.

## مرادفات للاسم العلمي
- (باللاتينية: Celsia parviflora Decne.)